# 秧歌旱船
旱船是秧歌的一部分,双手举起船体，双脚行走。

## 旱船介绍
旱船有木为主架也有不锈钢为主架，也可以双手抬起或者背起，多数为2米长。